# Bandiera della Jugoslavia

Bandiera del Regno di Jugoslavia, rapporto 2:3

Bandiera dello Stato degli Sloveni, Croati e Serbi

La bandiera della Jugoslavia descrive la bandiera del Regno di Jugoslavia, la bandiera della Repubblica Socialista Federale di Jugoslavia e la bandiera della Repubblica Federale di Jugoslavia.

## Bandiera del Regno di Jugoslavia
La bandiera del Regno dei Serbi, Croati e Sloveni nato il 1º dicembre 1918 alla fine del primo conflitto mondiale e che il 6 gennaio 1929 avrebbe assunto la denominazione di Regno di Jugoslavia era formata da tre strisce orizzontali di uguale dimensione con i colori delle strisce — blu, bianco, rosso — che sono i tradizionali colori panslavi. In uso sin dal 1918, con proporzione 2:3, venne ufficialmente adottata nel 1922 e rimase in vigore fino all'aprile del 1941 quando nel corso della seconda guerra mondiale con l'invasione della Jugoslavia da parte delle potenze dell'Asse vi fu il collasso dello Stato jugoslavo.
La bandiera nazionale rimase quella ufficiale del Regio Governo Jugoslavo in esilio e venne adottata dai cetnici che guidati da Draža Mihailović costituirono il 13 maggio 1941 l'Esercito Jugoslavo in Patria (JVUO, Jugoslovenska Vojska U Otadžbini; in serbo, Jугословенска војска у отаџбини, ЈВуО), pronto a combattere l'occupazione tedesca e fedele al Re Pietro II in esilio.
La bandiera di stato riportava la versione maggiore dello Stemma del Regno di Jugoslavia.
L'insegna navale riportava la versione minore dello Stemma del Regno di Jugoslavia, cioè priva del manto di ermellino. In precedenza lo Stato degli Sloveni, Croati e Serbi aveva adottato nella sua brevissima esistenza una bandiera con gli stessi colori, ma con proporzione 1:2 ed il blu e il rosso invertiti.

### Altre bandiere del Regno di Jugoslavia

Bandiera di stato, rapporto 2:3
Insegna navale militare, rapporto 2:3
Insegna reale (1920-1937)
Insegna di generale d'armata
Insegna di Generale di Corpo d'armata
Insegna di generale di Divisione
Insegna di Generale di brigata

## Bandiere durante la Seconda Guerra Mondiale
Dopo la conquista della Jugoslavia da parte dell'Asse, il paese fu diviso.

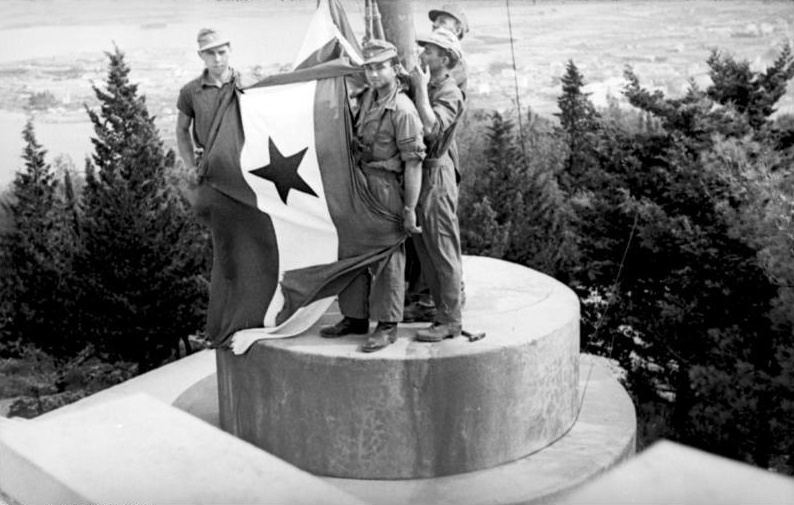
Soldati tedeschi abbassano la bandiera partigiana e issano la bandiera con la svastica sul Marjan (Spalato) nel settembre/ottobre 1943.

Nel 1941 venne fondato lo Stato fantoccio, Stato indipendente della Croazia. Usò come bandiera civile un semplice tricolore orizzontale rosso-bianco-blu e come bandiera di stato il tricolore con al centro lo stemma della Croazia (un semplice scudo araldico con motivo a scacchiera rossa) e il simbolo dello stato fascista ustascia nel porro superiore. 
Anche in Serbia il generale Nedić fondò uno stato fantoccio. Si può solo supporre che abbia utilizzato un tricolore in stile serbo con strisce orizzontali rosso-blu-bianche.
I cetnici serbi, che combatterono contro i partigiani di Tito e le forze armate croate, usavano per lo più bandiere militari nere con un teschio bianco e ossa incrociate con lo stendardo delle unità militari reali jugoslave "Con fede in Dio - per il re e la patria" (С вером у Бога - за краља и отаџбину) e/o il motto cetnico "Libertà o morte" (Слобода или смрт) in caratteri cirillici serbi.
Il Montenegro divenne nominalmente un regno indipendente in unione personale con l'Italia. Almeno nei primi giorni veniva utilizzato il tricolore montenegrino con strisce orizzontali rosso-blu-bianche. 
La Macedonia fu annessa alla Bulgaria, la Slovenia all'Impero tedesco e la Bosnia-Erzegovina ufficialmente alla Croazia. Singole parti del paese andarono all'Italia, all'Albania e all'Ungheria.
I partigiani usavano un tricolore blu-bianco-rosso con una stella a cinque punte al centro della striscia bianca. Fu utilizzato per la prima volta in una riunione a Stolice il 26 settembre 1941. Qui si decise che i singoli gruppi partigiani utilizzassero ciascuno la bandiera della propria etnia con una stella rossa al centro, simile alle bandiere delle minoranze utilizzate nel dopoguerra. Dal 1942 in poi i partigiani portarono la propria bandiera sulle loro barche e navi, tra di loro sventolavano i tricolori di Serbia e Montenegro, Croazia e Slovenia. 
La Jugoslavia Federale Democratica fu proclamata a Jajce il 29 novembre 1943. La bandiera fu presa dai partigiani. 
Tuttavia, la forma della stella è stata modificata.
Elenco Bandiere Storiche durante la Seconda Guerra Mondiale e Il Fronte Jugoslavo

2:3  Bandiera del Divieto di Croazia
2:3 Bandiera Dello Stato Indipendente Croato
1:2 Bandiera Dell'Esercito jugoslavo in patria o cetnici
Bandiera della Serbia collaborazionista
2:3 Bandiera del Regno di Montenegro
1:2 Bandiera dei partigiani jugoslavi (1942-1945)
2:3 Bandiera Guardiamarina Navale Della Jugoslavia nel 1942
1:2 Bandiera Della Repubblica Democratica Di Jugoslavia

## Bandiera della Repubblica Socialista Federale di Jugoslavia

Bandiera della Repubblica Socialista Federale di Jugoslavia, rapporto 1:2

Insegna navale civile, rapporto 2:3

Bandiera dell'Esercito Popolare di Liberazione della Jugoslavia e della Jugoslavia Federale Democratica

La bandiera del nuovo Stato jugoslavo sorto dopo il secondo conflitto mondiale era uguale a quella del Regno di Jugoslavia, ma con la proporzione di 1:2 anziché 2:3 e con al centro sovraimposta una stella rossa con un bordino giallo.
I colori delle strisce — blu, bianco, rosso — sono i tradizionali colori panslavi mentre la stella rossa è un simbolo comunista. Questa bandiera venne adottata durante la seconda guerra mondiale dall'Esercito Popolare di Liberazione della Jugoslavia di Tito e al termine del conflitto divenne la bandiera della Democrazia Federale di Jugoslavia. Con la promulgazione della Costituzione avvenuta il 29 novembre 1945 ed entrata in vigore il 31 gennaio 1946, con cui il nuovo Stato assumeva il nome di Repubblica Popolare Federale di Jugoslavia, venne adottata anche la versione definitiva della bandiera con una stella più grande bordata di giallo. Questa bandiera venne confermata dalla Costituzione del 1963, quando lo Stato jugoslavo assunse la denominazione di Repubblica Socialista Federale di Jugoslavia, ed è rimasta in uso fino alla dissoluzione della Repubblica Socialista Federale, avvenuta tra il 1991 e il 1992, quando nel giro di pochi mesi Slovenia, Croazia, Macedonia e Bosnia ed Erzegovina uscirono dalla federazione proclamando la propria indipendenza.
Normalmente la bandiera della Federazione veniva esposta sugli edifici pubblici affiancata dalla bandiera della repubblica socialista locale e dalla bandiera della Lega dei Comunisti di Jugoslavia. Per tale motivo, ancora oggi molti edifici pubblici dell'ex Jugoslavia hanno tre aste per bandiera.
Le bandiere delle singole repubbliche si basavano anch'esse sui colori panslavi uniti alla stella rossa, eccetto per quella della Bosnia ed Erzegovina che era rossa e con la bandiera federale in piccolo nell'angolo in alto a sinistra, e la bandiera della Macedonia che era rossa con stella rossa bordata di giallo nel cantone superiore sinistro, sul lato del pennone. Le bandiere di Serbia e Montenegro erano invece identiche, mentre erano differenti gli stemmi delle due Repubbliche federali.
L'insegna navale civile differiva in quanto aveva una proporzione di 2:3, mentre l'insegna navale militare era una Red Ensign con proporzione 2:3, recante nel cantone una bandiera dalle dimensioni dell'insegna civile e con la stella circondata da una corona di frumento. L'insegna navale di prora era rossa con al centro l'emblema della Federazione adottato nel 1946 e modificato nel 1963.
Bandiere delle Repubbliche socialiste di Jugoslavia
Le repubbliche costituenti la Repubblica Socialista Federale di Jugoslavia avevano tutte la propria bandiera.
Bosnia ed Erzegovina

Bandiera della Bosnia ed Erzegovina ai tempi della SFRY.

Bandiera della Croazia ai tempi della SFRY.

Bandiera del Montenegro e Serbia ai tempi della SFRY.

Bandiera della Slovenia ai tempi della SFRY.

La bandiera della Repubblica socialista di Bosnia ed Erzegovina era una semplice bandiera rossa, con la bandiera nazionale della Jugoslavia bordata di giallo nella sanguisuga superiore. È stato adottato ufficialmente il 31 dicembre 1946. Prima di allora, per la Bosnia ed Erzegovina veniva talvolta utilizzata una bandiera rossa con una stella rossa bordata di giallo al centro. 
Lo sfondo rosso simboleggiava il socialismo e il comunismo dell'epoca.
Con la proclamazione dell'indipendenza nel 1991, la bandiera fu sostituita dalla nuova bandiera della Bosnia-Erzegovina.
Croazia
La bandiera della Repubblica socialista di Croazia era un tricolore rosso-bianco-blu modellato sulle precedenti bandiere croate. 
Al centro era raffigurata una stella rossa con un bordo giallo. 
La bandiera fu adottata ufficialmente il 18 gennaio 1947.
La bandiera è stata utilizzata fino al 25 giugno 1990,
dopo le prime elezioni libere in Croazia ed è stata sostituita dalla nuova bandiera della Croazia, 
ancor prima che venisse dichiarata l'indipendenza dalla Jugoslavia.
Macedonia
La bandiera della Repubblica Socialista di Macedonia fu introdotta nel 1944 e adottata ufficialmente nel 1946. 
Prima era già utilizzato dai partigiani macedoni. Era una semplice bandiera con uno sfondo rosso. In alto a sinistra era raffigurata una stella rossa a cinque punte. 

Bandiera della Macedonia ai tempi della SFRY.

Per separarlo dallo sfondo rosso, è stato delineato in giallo. Il rosso era già il colore nazionale della Macedonia, indipendentemente dal socialismo.
Durante la rivolta di Ilinden del 1903 gli insorti issarono una bandiera rossa nella Repubblica di Kruševo.
Si dice che questa sia l'origine della bandiera rossa della Macedonia.
La dimensione della stella poteva variare, ma solitamente era più piccola delle bandiere delle altre repubbliche. 
Solo quando le bandiere delle repubbliche venivano mostrate insieme la stella della Macedonia aveva la stessa dimensione.
A volte la stella veniva spostata erroneamente al centro della bandiera. 
La Macedonia cambierà bandiera due volte, prima l'8 settembre 1991 con la nascita della nuova repubblica macedone dopo l'indipendenza dalla Jugoslavia. 
Dal 1991 al 1995, la bandiera ritraeva il Sole di Verghina, il che portò a proteste della confinante Grecia a causa delle origini del simbolo.
Infine la bandiera cambia nuovamente il 5 Ottobre 2005 diventando la bandiera attuale.
Montenegro
La bandiera della Repubblica socialista del Montenegro, come la bandiera della Serbia, era un tricolore rosso-blu-bianco con al centro una stella rossa bordata di giallo. 
Tuttavia, fu introdotta un mese prima della bandiera serba, precisamente il 31 dicembre 1946. 
Nel 1991 la bandiera venne cambiata durante la disgregazione della Jugoslavia . 
La stella è stata rimossa e il tono blu è stato schiarito per creare nuovamente la differenza con la bandiera serba.
L'attuale bandiera del Montenegro è stata introdotta nel 2004.
Serbia
La bandiera della Repubblica socialista di Serbia fu consegnata al popolo serbo il 17 gennaio 1947. 

Bandiera della Serbia e Montenegro ai tempi della SFRY.

Il disegno corrispondeva al tradizionale tricolore serbo del 1835 nei colori rosso-blu-bianco. 
Presentava una stella rossa con un bordo giallo al centro per simboleggiare il socialismo. 
La bandiera fu utilizzata fino al crollo della Jugoslavia. Nel 1992 la stella fu rimossa.
La bandiera serba è stata utilizzata anche nelle due regioni autonome della Vojvodina e del Kosovo i Metohija, che appartengono alla Serbia.
Il cambio della bandiera fu il 27 aprile 1992 quando la Jugoslavia divenne insieme al Montenegro la Repubblica Federale di Jugoslavia, 
la bandiera rimane uguale anche fino al 4 febbraio 2003 quando il parlamento federale fece una ristrutturazione della federazione
che venne trasformata in confederazione e assunse la denominazione ufficiale di Unione Statale di Serbia e Montenegro. 
il 21 Maggio 2006 fu fatto il referendum statale, con esito l'indipendenza del Montenegro e Serbia proclamata ufficialmente il 4 giugno 2006. 
La Serbia cambia ufficialmente la bandiera il giorno stesso, e adotterà la nuova bandiera.
Slovenia
La bandiera della Repubblica socialista di Slovenia era un tricolore bianco-blu medio-rosso, utilizzato ufficialmente dal 18 gennaio 1947. 
Raffigurava una stella rossa con un bordo giallo come simbolo del comunismo e del socialismo.
Questa bandiera rimase in uso fino al 27 giugno 1991. 
A quel tempo, la Slovenia fu la prima repubblica a separarsi dallo stato jugoslavo e ad adottare una nuova bandiera.

### Altre bandiere della Repubblica Socialista Federale di Jugoslavia

Insegna navale militare, rapporto: 2:3
Bandiera di prora, rapporto: 2:3
Insegna Presidenziale, rapporto: 1:1
Insegna del Primo Ministro, rapporto: 1:1

## Bandiera della Repubblica Federale di Jugoslavia

Bandiera della Repubblica Federale di Jugoslavia, rapporto 1:2

La bandiera della Repubblica Federale di Jugoslavia, Stato formatosi il 27 aprile 1992 dall'unione delle repubbliche di Serbia e Montenegro, uniche disposte a continuare un'esperienza federativa dopo la dissoluzione della Repubblica Socialista Federativa di Jugoslavia, venne adottata nello stesso giorno in cui veniva costituita la nuova federazione. La bandiera era uguale a quella del Regno di Jugoslavia, ma con una proporzione di 1:2 come quella della Jugoslavia Socialista anziché 2:3 come era quella del regno, ed è rimasta in uso anche dopo che il 4 febbraio 2003 il parlamento federale di Belgrado raggiunse un accordo su una ristrutturazione della federazione che venne trasformata in confederazione e assunse la denominazione ufficiale di Unione Statale di Serbia e Montenegro.
L'insegna navale civile differiva in quanto aveva una proporzione di 2:3, mentre l'insegna navale militare era una Red Ensign con proporzione 2:3, recante l'insegna civile nel cantone. La bandiera di prora delle unità navali militari era rossa con al centro lo stemma della federazione.
Le due Repubbliche federali conservarono le loro bandiere ma prive della stella rossa. La bandiera del Montenegro il 21 dicembre 1993 venne modificata con le proporzioni che passarono da 2:3 a 1:3 ed il blu del periodo socialista sostituito con il tradizionale azzurro montenegrino.
Una nuova bandiera era stata proposta dal Consiglio dei ministri della Serbia e Montenegro nel 2003, ed è rimasta a lungo in attesa di approvazione da parte del Parlamento della Confederale. Nella nuova bandiera la banda centrale blu sarebbe stata divisa in due, con la porzione di sinistra che avrebbe avuto il blu "serbo", mentre quella di destra avrebbe avuto l'azzurro "montenegrino", chiamato plavetna.
Da quando questa bandiera è stata proposta, la bandiera del Montenegro è stata cambiata completamente, con l'adozione il 13 luglio 2004 di una bandiera rossa con al centro lo stemma del Montenegro, mentre il successivo 16 agosto alla bandiera della Serbia venne aggiunto lo stemma centrato verticalmente e spostato verso sinistra di 1/7 della lunghezza totale.
Con la proclamazione dell'indipendenza del Montenegro avvenuta il 3 giugno 2006 e confermata il 5 giugno successivo da un analogo atto da parte della Serbia, in seguito al referendum del precedente 21 maggio con cui la popolazione montenegrina si era espressa a favore dell'indipendenza, la confederazione è stata sciolta e i due stati hanno adottato ciascuno la propria bandiera.

### Altre bandiere della Repubblica Federale di Jugoslavia

Insegna navale militare, rapporto 2:3
Bandiera di prora, rapporto 2:3
Insegna navale civile, rapporto 2:3
Insegna Presidenziale, rapporto 1:1
Insegna governativa, rapporto 1:1